# SELKIE
SELKIE（セルキー）は、2006年に元THE HIGH-LOWSの調先人・大島賢治と元マカロニの太田淳一によって結成された、日本のロックバンドである。

## メンバー
- 太田淳一（おおた じゅんいち）：ボーカル＆ギター、
元マカロニ、FOGBOW。マカロニでは1993年から活動していたが、2001年に解散しFOGBOWを結成した。2006年4月に作成したデモ音源が活動休止中の調と大島の耳に入り、スタジオでのセッションを経てSELKIEを結成するに至る。
- 大島賢治 愛称・おーちゃん（おおしま けんじ、1964年12月30日 - ）：ドラムス
東京都西東京市出身。The ブドーカンのドラマーとしてデビュー、前述の他は元THE BLUE HEARTSディレクター、2・3'S（ニーサンズ）など。ただし、2007年10月17日にてSELKIEから脱退した。
- 調先人 愛称・べっちゃん（しらべ さきと、1963年9月14日 - ）：ベース
福岡県朝倉市出身。前述の他、元バサラ、ミン&クリナメンなど。大島と同じく2007年10月17日にて脱退とされている。

## ディスコグラフィー

### オリジナルアルバム
1. SELKIE (2007年3月24日)
クロール／狂熱のメロディ／新しい世界／ミス・マリーン／フビライ／ロビンフッド／Listen Girl